# John Clark (Politiker, 1766)

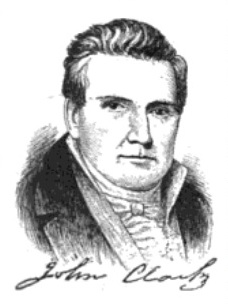
John Clark

John Clark (* 28. Februar 1766 im Edgecombe County, Province of North Carolina; † 12. Oktober 1832 in St. Andrews Bay, Florida-Territorium) war ein US-amerikanischer Politiker und von 1819 bis 1823 Gouverneur von Georgia.

## Frühe Jahre
Bereits in den 1770er Jahren zogen seine Eltern von North Carolina in das nordöstliche Georgia. Der junge John wuchs in den Wirren des Unabhängigkeitskrieges der USA auf und ging zwischenzeitlich in North Carolina zur Schule. Obwohl er noch ein Kind war, nahm er an Kämpfen der Georgia Miliz teil. Im Alter von 16 Jahren wurde er bei dieser Einheit zum  Hauptmann (Captain) befördert. Nach dem Krieg bekam er als Belohnung für seinen Kriegseinsatz von der Regierung Georgias 800 Acres Land geschenkt. John entschloss sich, bei der Miliz zu bleiben und brachte es bis 1796 zum Generalmajor. Während dieser Zeit musste er mit seiner Miliz die unsicheren Grenzen Georgias sichern. Dort kam es immer wieder zu Gefechten mit den Indianern. 1794 war er in den  sogenannten Yazoo Land Fraud Skandal verwickelt. Dabei ging es um betrügerische Landverkäufe an einflussreiche Bürger und Politiker Georgias. Clark überstand diesen Skandal weitgehend unbeschadet.

## Politischer Aufstieg
1801 wurde Clark in das Abgeordnetenhaus von Georgia gewählt. Zu dieser Zeit gab es zwei politische Lager in Georgia, die sich heftige Debatten lieferten. Clark war der Anführer der Gruppe der kleinen Farmer, Siedler und Immigranten, während die von George Troup und William Harris Crawford geführte Gegenseite vor allem die Plantagenbesitzer und die alt eingesessenen Familien Georgias vertraten. Die politischen Rivalitäten der beiden Fraktionen führten sogar zu blutigen Duellen. 1802 hatte Crawford einen Parteifreund Clarks in einem Duell getötet, vier Jahre später hat Clark Crawford bei einem weiteren Duell verwundet. Im Jahr 1813 bewarb sich Clark zum ersten Mal um das Amt des Gouverneurs von Georgia. Dieser Anlauf scheiterte ebenso wie ein zweiter Versuch 1815. Bei den nächsten Wahlen im Jahr 1819 schaffte er einen knappen Sieg gegen seinen Erzrivalen Troup, den er 1821 nochmals schlagen konnte.

## Gouverneur von Georgia
Während seiner Amtszeit (1819–1823) setzte sich Clark für die Öffnung des Indianerlandes ein. Als die Stadt Savannah 1820 von einem verheerenden Feuer heimgesucht wurde, stellte der Gouverneur $ 10,000 aus dem Staatshaushalt zum Wiederaufbau zur Verfügung. Außerdem förderte er den Aufbau eines öffentlichen Schulsystems. Dafür und für den Ausbau der Infrastruktur in Georgia stellte er eine halbe Million Dollar zur Verfügung.
Nach ihm ist Clarke County in Alabama benannt.

## Lebensabend und Tod
Für die Wahlen 1823 durfte er laut Verfassung nicht kandidieren. Damit war der Weg frei für seinen alten Rivalen George Troup. 1825 fanden in Georgia die ersten allgemeinen Wahlen nach einem neuen Wahlsystem statt und Clark kandidierte gegen Troup für das Amt des Gouverneurs. Die Wahlen endeten  mit einem knappen Sieg von Troup. Daraufhin zog sich Clark aus der lokalen Politik zurück. Präsident Andrew Jackson ernannte ihn zum Indianerbeauftragten der Bundesregierung und zum Verwalter der staatlichen Wälder in Florida. Clark verzieh allen seinen Gegnern mit Ausnahme von Crawford. Er starb im Oktober 1832 in Florida am Gelbfieber. Seine Frau Nancy Williamson Clark erlag ebenfalls dieser Krankheit. Sein Neffe Edward war 1861 Gouverneur von Texas.